# Buda Samadhi
El Buda Samadhi es una estatua situada en el parque Mahamevnāwa en Anuradhapura, Sri Lanka. Buda está representado en la posición del Dhyana Mudra, la postura de meditación asociada con su primera Iluminación. Mide 2,23 metros de altura y está tallada en mármol dolomita.[cita requerida]  Es similar al Buda de Toluvila, de la misma época; y también a las imágenes de Buda del período Gupta, se cree que originalmente la imagen estaba dorada y tenía ojos incrustados hechos de gemas preciosas. Existe la opinión aceptada de que esta estatua es una de las cuatro idénticas que miraban hacia las cuatro direcciones: norte, sur, este y oeste, alrededor del santuario del árbol sagrado Bodhi. Esta, que fue encontrada en su ubicación actual en 1888, es la única que ha sobrevivido prácticamente intacta excepto por su nariz que había sido dañada. El dosel que cubre la estatua se erigió en los años 1950/60.
El arqueólogo Ananda Coomaraswamy ha subrayado que esta estatua del Buda Samadhi es sin duda una creación de escultores de Sri Lanka y no de la India.

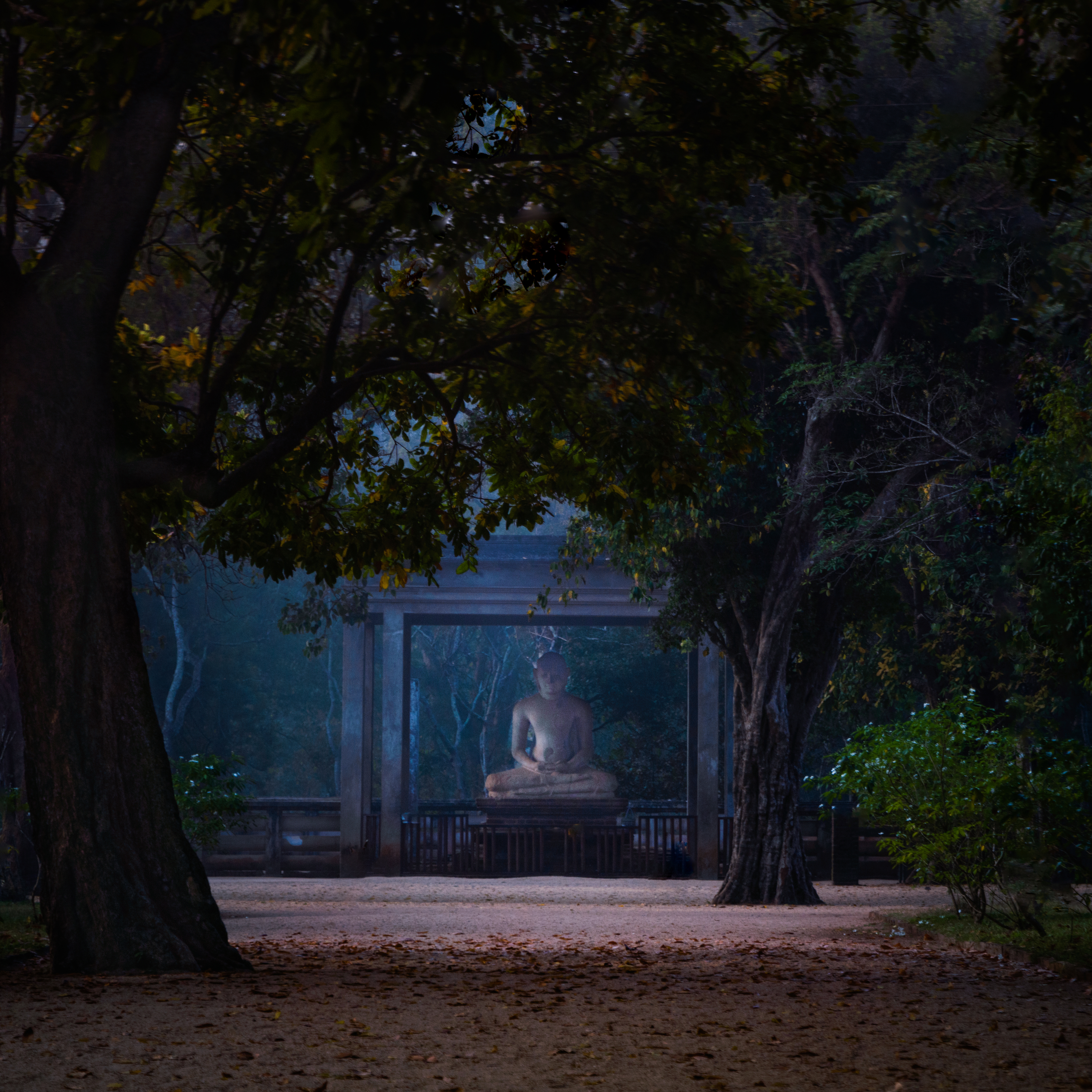
Estatua del Buda Samadhi en el parque Mahamevnāwa en Anuradhapura, Sri Lanka.

Si la experiencia de Buda que representa la estatua es la iluminación llamada samadhi o algún otro fenómeno, depende del creyente. En la posición de Dhyana Mudra, el Buda se sienta con las piernas cruzadas y las palmas de las manos hacia arriba colocadas una sobre otra sobre su regazo; posición universalmente conocida en todo el mundo budista, por lo que esta estatua es una de las piezas más típicas de la escultura budista. No debe confundirse con el muy similar «Mudra que toca la tierra», que describe la acción simple que tomó el Buda para defenderse de las ilusiones proyectadas por Mara, quien estaba desesperado por evitar que Buda se diera cuenta de que sus proyecciones, las de Mara, y con ellos el mundo entero, son una ilusión.
La estatua data de aproximadamente los siglo IV - VI y está considerada como una de las mejores estatuas de Buda de Sri Lanka. Una réplica, tallada en teca blanca, fue regalada al primer ministro de la India, Narendra Modi, durante su visita de estado al país.
Jawaharlal Nehru, el primer primer ministro Indio, menciona en su autobiografía que durante una visita con su esposa e hija a Sri Lanka en la década de 1930, le gustó mucho la estatua; y que mientras estaba en la prisión de Dehradun, un amigo de Sri Lanka le envió una fotografía de esta, que guardaba en la mesa de su celda. Nehru escribe: «[esta imagen de Buda] se convirtió en una preciosa compañera para mí, y los rasgos fuertes y tranquilos de la estatua me calmaron, me dieron fuerza y me ayudaron a superar muchos períodos de depresión».

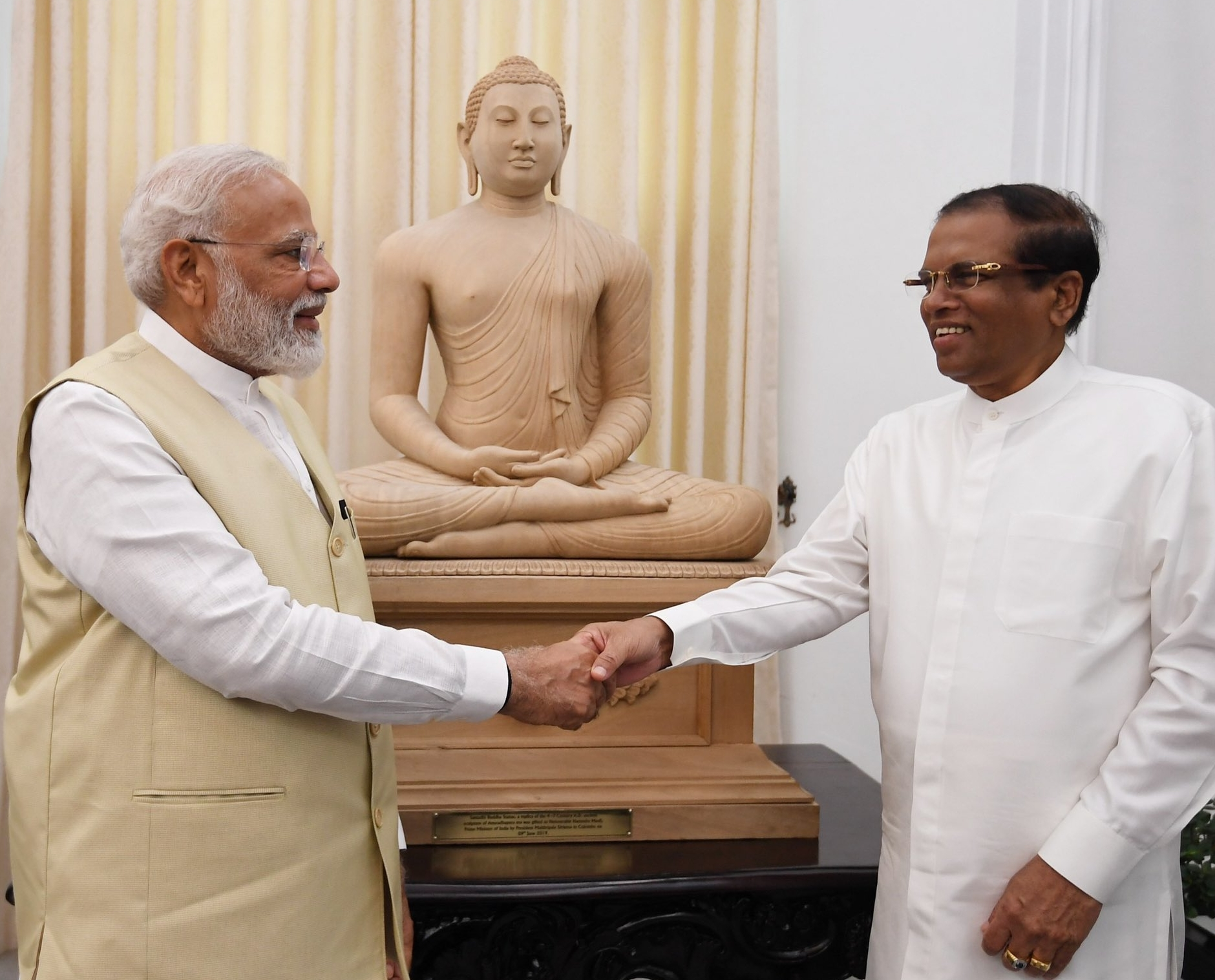
El presidente Maithripala entregó al primer ministro Narendra Modi la réplica del Buda Samadhi. 2019

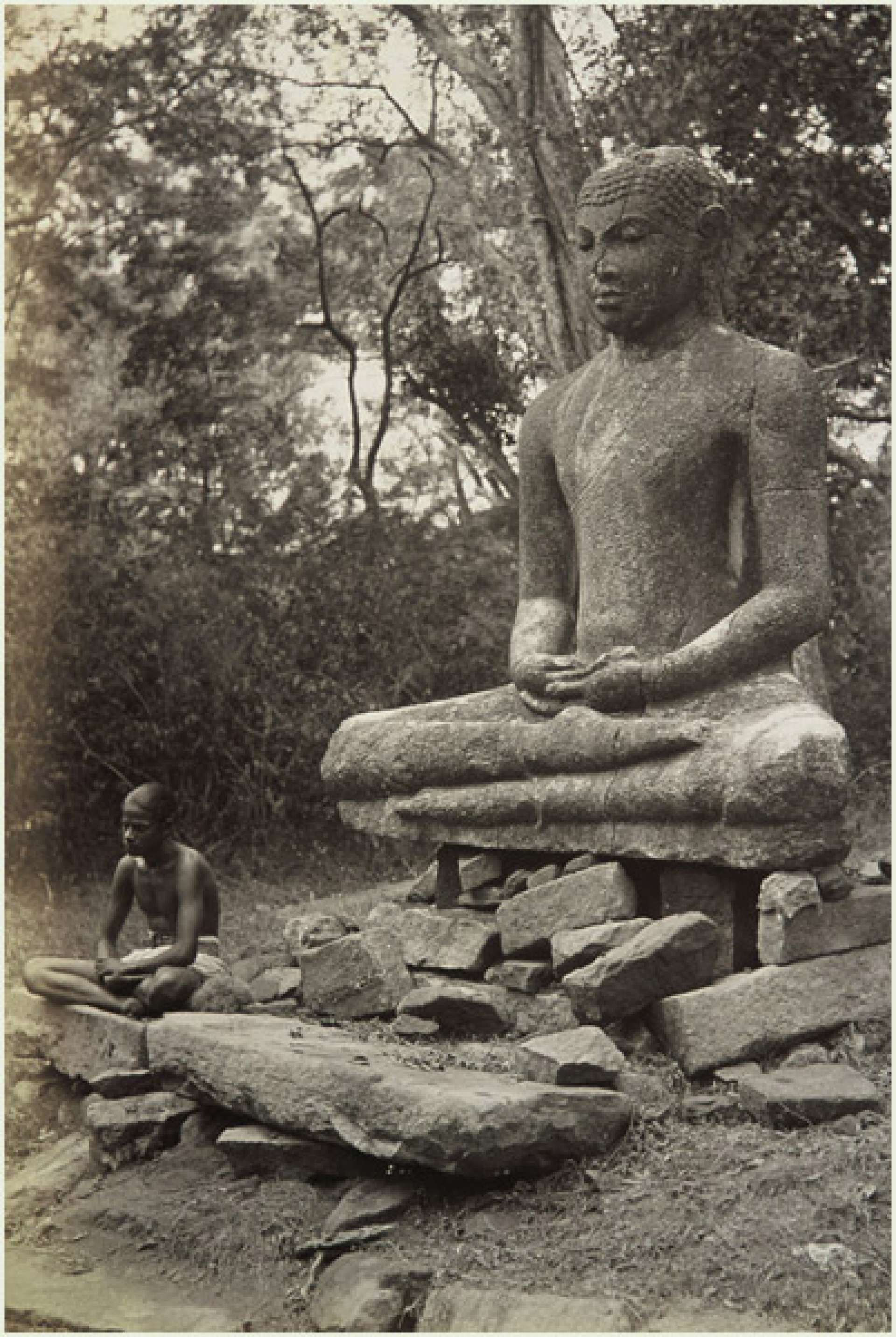
Niño sentado al lado del Buda Samadhi, Anuradhapur, 1870.

Una réplica de 7 metros y medio de altura de la estatua fue creada por el monje escultor, Embulawitiya Medhananda Thero, en el Centro Budista de Meditación y Vihara de Nueva Jersey (NJBV) en Franklin Township en Nueva Jersey, EE. UU., y fue declarada bien cultural por el ayuntamiento.

## Buda Samadhi en Kurunegala
En 2001 se inició la construcción de una estatua de Buda Samadhi, de estilo inspirado en esta de Sri Lanka; en la localidad de Rambodagalla en Kurunegala, en respuesta a la destrucción de los Budas de Bamiyán. Está tallada en roca viva por artesanos indios dirigidos por Muthu Muthiah Sathapathi, tiene 20 metros de altura y se completó en 13 años.